# Седиментология

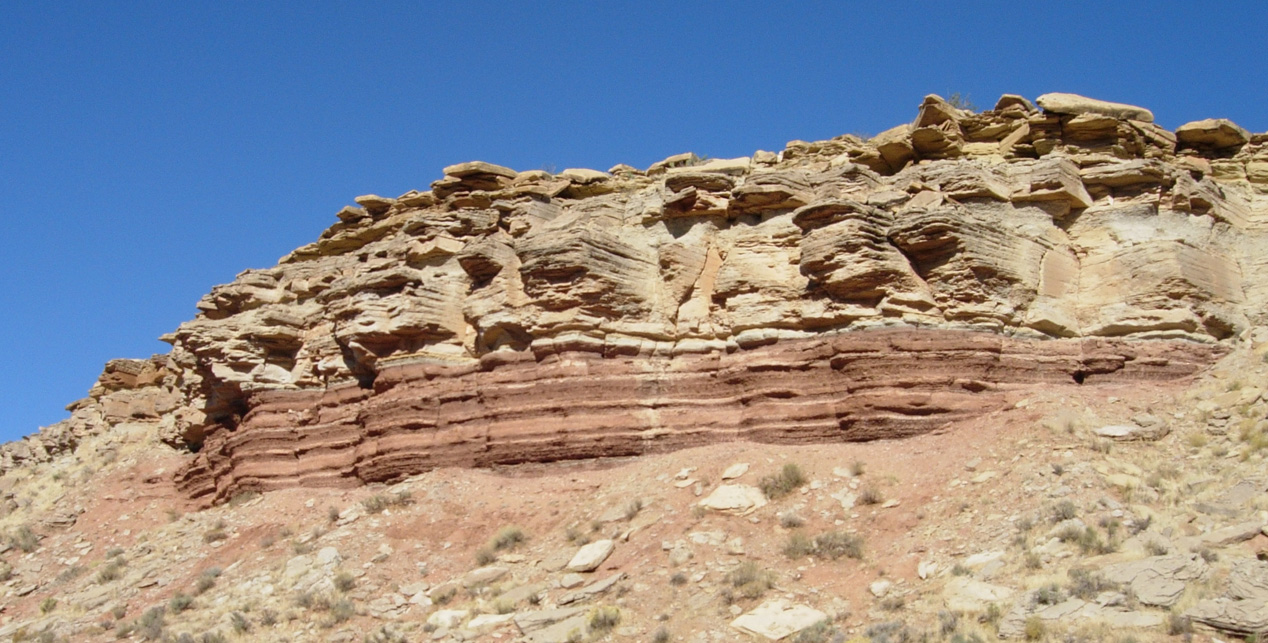
Отложения алевролита и песчаника эпохи среднего триаса в Юте, США.

Седиментоло́гия (литология) — наука, изучающая осадочные горные породы и процессы их образования.

## История и описание
В СССР было принято рассматривать седиментологию как составной элемент литологии, а в Северной Америке — стратиграфии.
Иногда между терминами «литология» и «седиментология» ставится знак равенства. В Геологическом словаре Криштофовича в редакции от 2013 года термин «седиментология» называется излишним.
Канадский геолог Джерард Мидлтон помимо широкого толкования седиментологии допускает и определение этой науки в узком смысле, которое оставляет за ней право только исследования механизма процессов осадконакопления и познания общих законов седиментации: законов осаждения, переноса осадков, химического превращения в системах с разными соотношениями давления и температуры и т. п. Американец Рэймонд Сивер указывает, что в работах американских седиментологов прежде всего исследуется связь морфологических признаков отложений со средой их образования.